# Богоссян, Питер
Питер Грегори Богоссян (родился 25 июля 1966 года) — американский философ и профессор. Был доцентом философии в Портлендском государственном университете. Его академические интересы включают атеизм, критическое мышление, педагогику, научный скептицизм и сократовский метод. Он является автором книги «Руководство по созданию атеистов» и (совместно с Джеймсом Линдси) книги «Как вести невозможные разговоры: очень практическое руководство» .
Богоссян, вместе с соавторами Джеймсом Линдси и Хелен Плакроуз, участвовал в мистификации «Исследование обид», в рамках которой они отправляли поддельные статьи в академические журналы, связанные с гендерными исследованиями и другими областями, с целью проверки качества рецензий. Этот проект привлек значительное внимание СМИ и ученых, вызвав как похвалу, так и осуждение, а также этическую и методологическую критику. В результате Портлендский университет ограничил работу Богоссяна на основании его ненадлежащего проведения исследований. В сентябре 2021 года Богоссян подал в отставку с должности в Портлендском университете, сославшись на преследования и отсутствие интеллектуальной свободы.
Богоссян ввел термин уличная эпистемология для набора описанных им разговорных техник, которые призваны обеспечить возможность изучения укоренившихся убеждений, особенно религиозного характера, в неконфликтной манере.

## Ранний период жизни
Богоссян родился и вырос в Бостоне, США. Он армянского происхождения; его бабушка и дедушка по отцовской линии были армянскими иммигрантами.

## Карьера

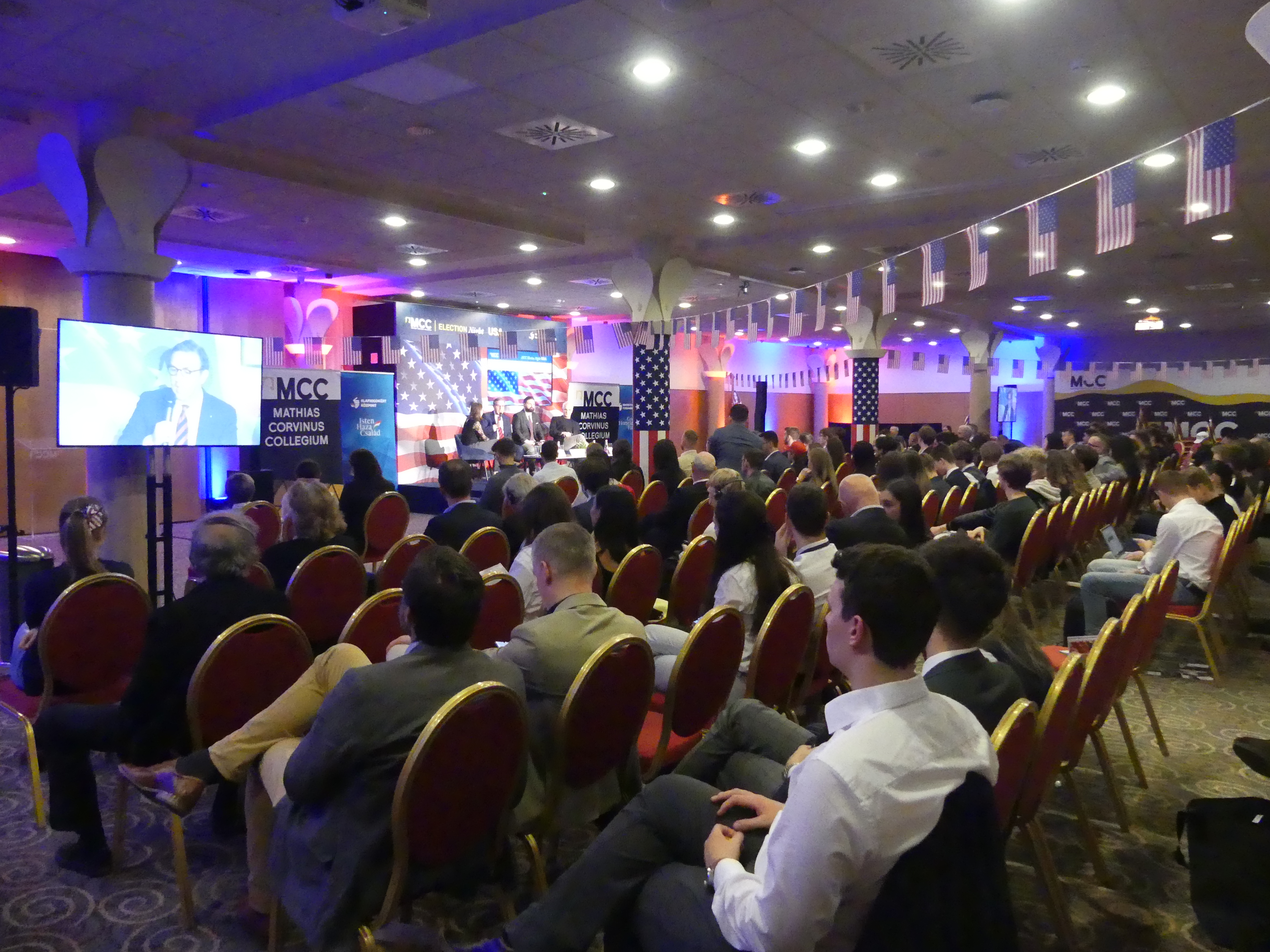
С Глэдден Паппин и Миклошем Санто в 2024 году

Богоссян получил степень бакалавра гуманитарных наук по психологии в Университете Маркетт в 1988 году, а затем степень магистра гуманитарных наук по философии во Фордхэмском университете в 1992 году. В 2004 году, он получил степень доктора педагогических наук в Портлендском государственном университете. Его основными интересами являются критическое мышление, философия образования и моральные рассуждения . В своей диссертации он рассматривал использование метода Сократа в работе с заключенными для развития критического мышления и моральных суждений с целью снижения уровня преступного поведения. Исследование финансировалось штатом Орегон. Богоссян был председателем Консультативного комитета исправительного учреждения Колумбия-Ривер. Он является научным сотрудником Центра тюремной реформы.
Богоссян является автором двух книг: «Руководство по созданию атеистов» (2013), книги с предисловием Майкла Шермера, и «Как вести невозможные разговоры: очень практическое руководство» (2019). Он также написал предисловие к книге комментатора Стефана Молинье, сторонника превосходства белой расы «Против богов». Он охарактеризовал свое сотрудничество с Молинье как основанное только на его согласии по вопросам метафизики, а не на политических взглядах Молинье.
В 2017 году Богоссян снялся в документальном фильме «Причины верить», посвященном психологии и науке веры.
В сентябре 2021 года Богоссян ушел в отставку с должности в Портлендском государственном университете. В своем заявлении об отставке он назвал университет «фабрикой социальной справедливости» и сказал, что столкнулся с преследованиями и репрессиями за свои высказывания. В письме также обвиняется университет в создании культуры, в которой студенты «боятся говорить открыто и честно», в обучении студентов «подражать моральной уверенности идеологов» и в «[нагнетании] нетерпимости к расходящимся убеждениям и мнениям».
В ноябре 2021 года Богоссян был одним из основателей Университета Остина, частного учебного заведения, миссия которого заключается в «создании „исключительно независимой“ школы, предлагающей альтернативу тому, что основатели считают ростом „нелиберализма“ в университетских городках».
17 февраля 2022 года он провел конференцию на тему «воукизма» в Будапеште, Венгрия.

## Взгляды

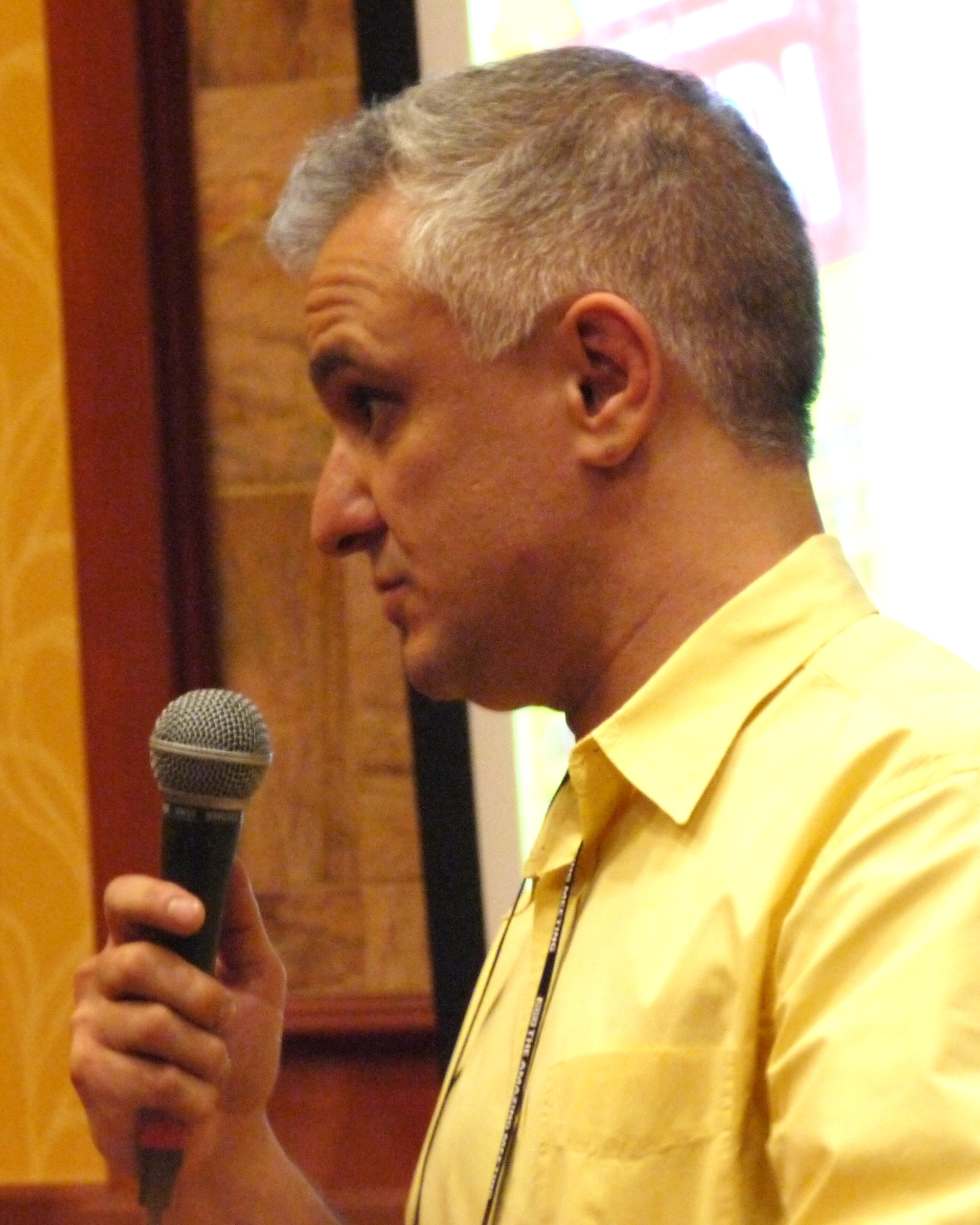
Богоссян на The Amazing Meeting в 2013 году

Богоссян назвал все основанные на вере убеждения «заблуждениями». The Daily Beast описал его как сторонника движения «Новые атеисты». Богоссян выступает за использование метода Сократа для разубеждения верующих, хотя и рекомендует сосредоточиться на критике веры как способе познания (он называет это «ненадежной эпистемологией»), а не на внешних атрибутах религиозных общин.
В интервью 2015 года Дэйву Рубину Богоссян описал себя как классического либерала, который никогда не голосовал за кандидата от республиканцев, но «не является поклонником» демократов. Он заявлял, что любой из кандидатов-республиканцев на президентских выборах 2016 года «станет настоящей катастрофой». Он сделал пожертвование и поддержал Эндрю Янга на президентских выборах в США в 2020 году. Он заявил, что Республиканская партия США является «самым мощным антинаучным политическим движением в мире». Он написал, что «не было бы паникерством» утверждать, что они «могут уничтожить мир», поскольку многие «отказываются даже признавать, что изменение климата происходит», и заявил, что их «отрицательная позиция отчасти обусловлена религиозными убеждениями».
По словам Богоссяна, «регрессивные левые захватили академическую среду». Он часто заявлял, что культурный релятивизм и эгалитаризм являются противоречивыми ценностями.

## Скандал с исследованием обид
Богоссян, Джеймс Линсди и Хелен Плакроуз представили для рецензирования серию фиктивных научных статей в журналы в академических областях, которые они назвали «исследованиями обид» — исследования расы, гендера, феминизма и сексуальности, которые, по их мнению, характеризовались низкими научными стандартами. Всего они подготовили 20 статей, из которых семь были приняты к тому времени, как Wall Street Journal раскрыл мистификацию.

### Предыдущая статья-мистификация
В 2017 году Богоссян и Линдси опубликовали статью под названием «Концептуальный пенис как социальный конструкт», которую авторы назвали намеренно абсурдной и написанной в стиле «постструктуралистской дискурсивной гендерной теории». В ней утверждалось, что пенис следует рассматривать «не как анатомический орган, а как социальный конструкт, изоморфный перформативной токсичной маскулинности». Богоссян и Линдси первоначально представили статью в Norma, но она была отклонена. Тогда они представили статью в Cogent Social Sciences, журнал открытого доступа Taylor & Francis, который подверался критике за то, что он подразумевает оплату за публикацию. Позже авторы раскрыли обман в журнале Skeptic . Богоссян и Линдси заявили, что намеревались продемонстрировать, что «гендерные исследования академически ущербны из-за преобладающего, почти религиозного убеждения в том, что маскулинность является корнем всего зла», а также подчеркнуть проблемы с процессами рецензирования журналов с открытым доступом .
Некоторые критики усомнились в том, что статья Богоссяна и Линдси выявила проблему в области гендерных исследований. Алан Сокал, профессор математики, устроивший похожую мистификацию в 1996 году, отметил, что Cogent Social Sciences был низкокачественным журналом с открытым доступом, который не специализировался на гендерных исследованиях. Он также сказал, что маловероятно, что статья была бы принята в мейнстримном журнале по гендерным исследованиям. Хотя журнал и провел работу над ошибками, Богоссян и Линдси пришли к выводу, что «воздействие [мистификации] было весьма ограниченным, и большая часть критики была обоснованной».

## Уличная эпистемология
Уличная эпистемология — термин, введенный Богоссяном в его книге «Руководство по созданию атеистов» . Это набор неконфликтных разговорных техник для обсуждения стойких убеждений, призванных способствовать вдумчивому размышлению и открытости взглядов участника относительно убеждений. Богоссян описал метод и его применение, помогая верующим размышлять о надежности веры как эпистемологии . Однако он также оказался эффективным во многих других контекстах, и позже Богоссян в соавторстве с Джеймсом Линдси написал книгу «Как вести невозможные разговоры», в которой описывается применение уличной эпистемологии к исследованию более широкого спектра убеждений, включая нерелигиозные.

### Диссертация
- Boghossian, Peter G. Socratic pedagogy, critical thinking, moral reasoning and inmate education: an exploratory study (Ed.D. thesis thesis). OCLC 57569353. Дата обращения: 2014-06-05.

### Книги
- Boghossian, Peter. A Manual for Creating Atheists. — Pitchstone Publishing, 2013. — ISBN 978-1939578099.
- Boghossian, Peter. How to Have Impossible Conversations: A Very Practical Guide / Peter Boghossian, James Lindsay. — Da Capo Lifelong Books, 2019. — ISBN 978-0738285320.